# Bornaprolol
Bornaprolol je beta-adrenergijski antagonista.